# Временный правящий совет вооружённых сил
 Временный правящий совет вооруженных сил (англ. Armed Forces Provisional Ruling Council) — военная хунта в Гамбии, которая пришла к власти в июле 1994 года в результате военного переворота. 

## История
Заговорщики свергли правительство Дауда Джавары и запретила политическую деятельность оппозиции. Главой государства стал лейтенант Яйя Джамме, председатель совета. Несколько месяцев спустя капитан Садибу Хидара, министр внутренних дел при военном режиме, и капитан Сабали, заместитель председателя, были обвинены Джамме в подготовке государственного переворота. Оба офицера были арестованы и помещены в тюрьму строгого режима. Капитана Хидару пытали и убили в тюрьме. Как считалось, он, будучи самым образованным среди первоначальных членов хунты, выступал за возвращение страны к гражданскому правлению и категорически возражал против кандидатуры Джамме в роли главы государства.
Совет объявил о переходном периоде по возвращению к демократическому гражданскому правлению в результате национальных выборов. Для этой цели в 1996 году была создана Временная независимая избирательная комиссия. Далее хунта составила новый список избирателей и в августе путём референдума утвердила новую конституцию. Президентские выборы состоялись в сентябре того же года, а парламентские — в январе 1997 года. Полковник Джамме ушёл из армии, чтобы баллотироваться на пост главы государства. Он победил в президентской гонце и 6 ноября 1996 года приведён к присяге.
17 апреля 1997 года Временная независимая избирательная комиссия преобразована в Независимую избирательную комиссию. Сегодня данный орган занимается регистрацией избирателей, проведением выборов и референдумов.

## Состав
- Яйя Джамме, председатель
- Сана Сабалли, заместитель председателя
- Садибу Хидара, министр внутренних дел
- Эдвард Сингати, министр обороны
- Янкуба Турай, министр местного самоуправления